# Bauhinia smilacina
Bauhinia smilacina är en ärtväxtart som först beskrevs av Heinrich Wilhelm Schott, och fick sitt nu gällande namn av Ernst Gottlieb von Steudel. Bauhinia smilacina ingår i släktet Bauhinia och familjen ärtväxter. Inga underarter finns listade i Catalogue of Life.